# Thomas Reginald St. Johnston
Thomas Reginald St. Johnston (1881-1950) fue un administrador colonial británico.
Inició su carrera política en Londres, pero rápidamente pasó al Caribe, donde se desempeñó como secretario de gobierno de las Indias Occidentales, hasta 1925, cuando es designado Administrador de San Cristóbal y Nieves, cargo que ocupó hasta 1929, cuando es transferido a Gobernador de las Islas de Sotavento y Antigua y Barbuda, entre 1929 y 1936.
Fue también gobernador interino de las Islas Malvinas, en litigio con Argentina, entre 1919 y 1920. Allí escribió From a Colonial Governor's Note-Book («Libro de Notas del Gobernador Colonial»).
| Predecesor: John Alder Burdon  | Administrador de San Cristóbal y Nieves 1925-1929 | Sucesor: Terence Charles Macnaghten |
| Predecesor: Sir Eustace Edward | Gobernador de Antigua y Barbuda 1929-1936         | Sucesor: Hubert Eugène Bader        |